# پادشاه جو
پادشاه جو (به انگلیسی: Joe the King) فیلمی محصول سال ۱۹۹۹ و به کارگردانی فرانک ویلی است. در این فیلم بازیگرانی همچون نواه فلیس، کرن یانگ، کمرین منهایم، آستین پندلتن، جان لگویزمائو، ایثن هاک، وال کیلمر، ریچارد برایت و فرانک ویلی ایفای نقش کرده‌اند.